# Croton cardenasii
Espèce
Classification APG III (2009)
Croton cardenasii est une espèce de plantes à fleurs du genre Croton et de la famille des Euphorbiaceae, présente en Bolivie.